# Muntogna da Schons
Muntogna da Schons – miejscowość i gmina w Szwajcarii, w kantonie Gryzonia, w regionie Viamala. Powstała 1 stycznia 2021 z połączenia gmin Casti-Wergenstein, Donat, Lohn oraz Mathon.

## Demografia
W Muntogna da Schons mieszkają 363 osobyb. W 2020 roku 5,2% populacji gminy stanowiły osoby urodzone poza Szwajcarią. 

## Transport
Przez teren gminy przebiegają autostrada A13 oraz droga główna nr 13.